# Korba (distrikt)
Korba är ett distrikt i Indien.   Det ligger i delstaten Chhattisgarh, i den centrala delen av landet, 900 km sydost om huvudstaden New Delhi. Antalet invånare är 1 206 640.
Följande samhällen finns i Korba:
- Korba
- Pasān
- Katghora